# Rigeneratore ottico
In telecomunicazioni e elettronica un rigeneratore ottico è un elemento delle reti di trasmissione ottica. 
Come elemento di rete, trova impiego sia nei sistemi di trasmissione sincrona SDH/SONET che nelle reti ottiche di tipo WDM.

## Principio di funzionamento
Un rigeneratore svolge nelle reti a trasmissione ottica lo stesso ruolo dei ripetitori nelle reti di trasmissione radio.
L'elemento infatti ha il compito di "ripulire" il segnale ottico in ingresso, eliminando eventuali errori, ritardi di fase (jitter) e attenuazioni introdotte dal mezzo trasmissivo, in questo caso la fibra ottica e di ritrasmettere in uscita verso il nodo successivo un segnale ottimale. L'operazione viene effettuata convertendo il segnale ottico in ingresso in segnale elettrico, elaborandolo, per poi riconvertirlo in uscita in un nuovo segnale ottico.
Nel caso di rigeneratori per reti sincrone, l'apparato è anche in grado di utilizzare le informazioni specifiche della trama SDH/SONET (in particolare la Regenerator Section) per fornire indicazioni utili a sorvegliare in tempo reale il livello di qualità della singola tratta coperta.

### Tipologie
Esistono tre tipi di rigeneratori ottici: 
- rigeneratori 1R, esplicano la sola funzionalità di amplificazione;
- rigeneratori 2R;
- rigeneratori 3R: esplicano le funzioni di reshaping, retiming e regeneration (da cui il nome), dove reshaping sta per pre-amplificazione utile alla seconda funzionalità di retiming che sta invece per recupero del segnale di sincronizzazione (recupero del clock) per generare un segnale di clock utile alla terza fase di regeneration dove il segnale viene ripulito ovvero ricostruito nella sua forma originaria eliminando la distorsione. il circuito elettronico derivante è un tipico circuito ad anello dove il segnale rigenerato in uscita è ottenuto come operazione di elaborazione tra segnale di clock generato sull'anello e segnale risagomato direttamente dall'ingresso.

In tutti e tre i casi si tratta di dispositivi elettro-ottici cioè che effettuano una conversione dal dominio ottico al dominio elettrico per la successiva elaborazione e infine dal dominio elettrico a quello ottico e per questo piuttosto complessi e costosi.

## Utilizzo in rete
I rigeneratori vengono usati in cascata lineare con gli altri elementi di rete (ADM, cross-connect eccetera) e possono essere collegati in cascata lineare tra di loro. In questo modo è possibile coprire per rigenerazioni successive tratte geografiche, che complessivamente possono essere anche lunghissime.